# Эхо (коммуникации)
Эхо — метод контроля передаваемой информации посредством возврата информации отправителю от получателя или от одного из узлов в цепи передачи. Метод широко используется в модемах, где на аппаратном уровне существует возможность управления эхом при помощи команд «echo on» или «echo off». Эхо используется для проверки коммуникационного оборудования на стороне отправителя, для проверки линии связи, для проверки коммуникационного оборудования со стороны получателя. При использовании эха отправитель обладает не только отправленной информацией, но и информацией прошедшей путь до получателя. При логировании эхо позволяет точно определить моменты задержек и получить полную картину процесса передачи данных.

## Терминалы
Большинство программного обеспечения работающего с модемами имеет возможность включения или отключения эха. Ярким представителем является Hyper Terminal. Для пользователя включение эха выглядело как повторение на консоли введенных символов.

## Применение
Принцип эха используют команды ping и echo для большинства операционных систем.